# Antonio de Ulloa
Antonio de Ulloa y de la Torre-Guiral (Sevilla, 12 de enero de 1716-Isla de León, 5 de julio de 1795) fue un naturalista, militar y escritor español. Fue gobernador de Huancavelica y de Luisiana. Con uno de sus escritos divulgó entre la comunidad científica internacional la existencia del platino.

## Familia
El linaje de los Ulloa era oriundo de Toro, provincia de Zamora, y se había instalado en Sevilla a finales del siglo XV. Esteban de Ulloa había comprado en 1567 el cargo de caballero veinticuatro, convirtiéndose él y sus herederos en regidores municipales de Sevilla.
Bernardo de Ulloa era un destacado economista defensor del libre comercio que se dedicaba a administrar las fábricas de jabón del duque de Medinaceli. Fue caballero veinticuatro desde 1705 y obtuvo, junto con el resto de regidores sevillanos, la gracia de ser gentilhombre de boca del rey, por votar a favor de Felipe V en el cabildo municipal.
En 1713 Bernardo se casó en la parroquia de San Miguel de Sevilla con Josefa de la Torre Guiral, de una familia acomodada de Palomares del Río.
El matrimonio de Bernardo y Josefa tuvo diez hijos.
El primer hijo del matrimonio fue Martín de Ulloa, nacido en 1714. Fue académico de la Real Academia de la Historia y de la Real Academia Española, teniente gobernador de La Habana, alcalde mayor y oidor de la Audiencia de Sevilla, académico de la Real Academia Sevillana de Buenas Letras y director de la Sociedad Patriótica de Sevilla. El siguiente hijo fue el almirante Antonio de Ulloa.
La familia debió inculcar devoción católica, ya que un hijo fue fraile y superior del Convento de San Acacio, una hija fue monja en el Monasterio de San Clemente y otra lo fue en el Convento de Santa María del Socorro.
Dos hijos entraron en el Cuerpo de Infantería del Ejército. Uno de los vástagos, Vicente, hizo como Antonio e ingresó en la Marina.
Otro hijo, Fernando, nacido hacia 1730, fue ingeniero jefe de las obras del Canal de Castilla.

## Biografía

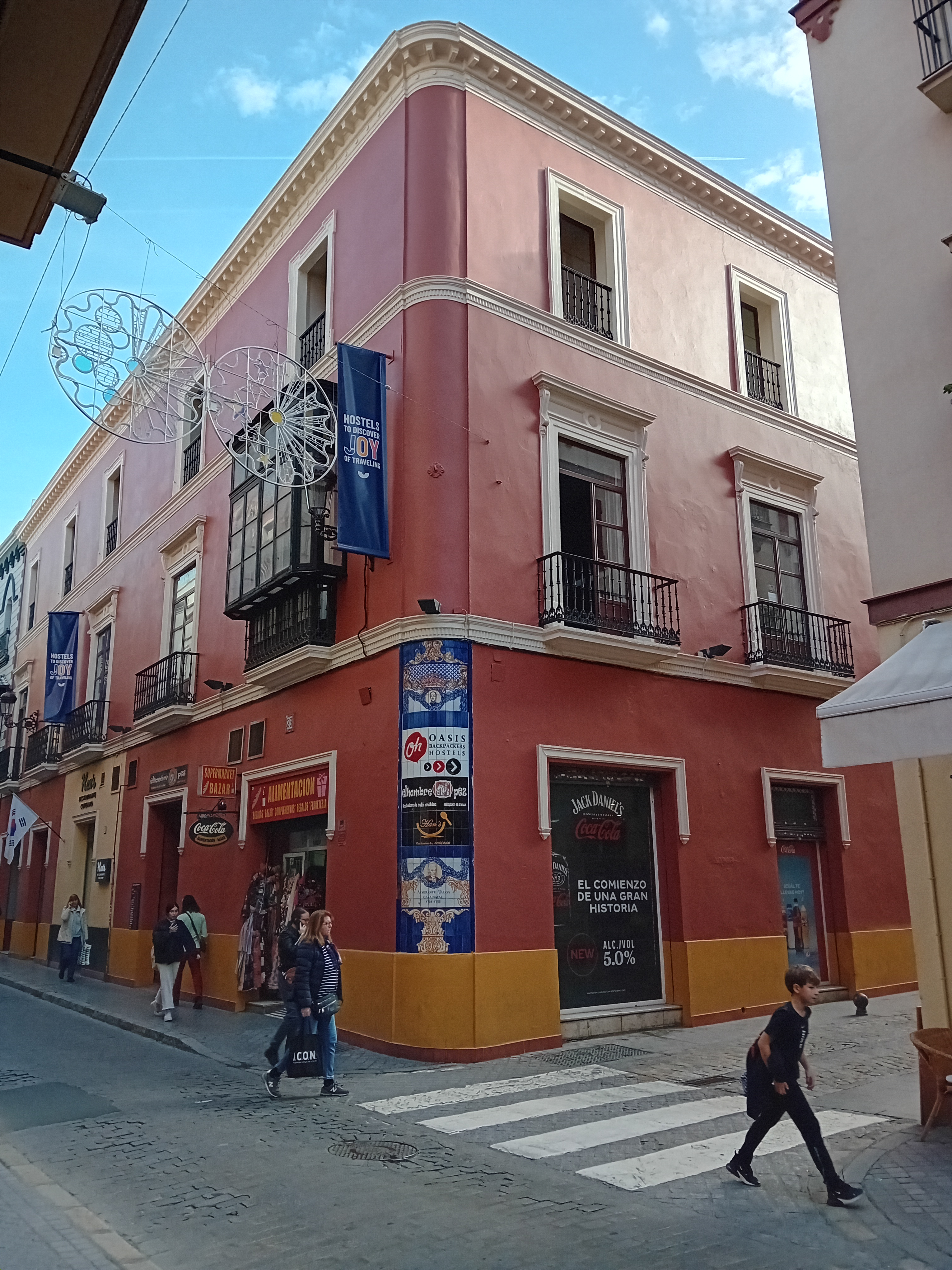
Casa natal del marino, en la esquina de la calle Alfonso XII con la calle Almirante Ulloa. Sevilla.

Antonio de Ulloa nació en Sevilla el 12 de enero de 1716 en el número 1 de la calle del Clavel (hoy Almirante Ulloa), esquina con la calle Armas (hoy Alfonso XII). Fue bautizado en la parroquia de San Vicente el 22 de febrero del mismo año.
Su primera formación tuvo lugar en la casa familiar a cargo de profesores particulares y preceptores.
Uno de sus profesores fue fray Pedro Vázquez Tinoco, profesor del Colegio de Santo Tomás de Sevilla. Vázquez era catedrático de Derecho, aunque también tenía conocimientos de matemáticas y astronomía que impartió al joven Antonio.
Con la Real Cédula del 21 de febrero de 1714 se creó la Armada Real, que unificaba las escuadras dispersas existentes. Para dotarla de oficiales, en 1717 se creó la Real Compañía de Caballeros Guardiamarinas en Cádiz.
Para entrar en la academia de guardiamarinas era preciso ser hidalgo o hijo de capitán. En virtud de la Instrucción de 1718 redactada por José Patiño Rosales para entrar en la academia debían tenerse entre 14 y 16 años. Otro requisito era contar con buena salud.
En 1730 Antonio de Ulloa, que contaba con catorce años, intentó entrar en la academia de guardiamarinas pero no pudo. Según el historiador Julio Guillén Tato, Ulloa contaba con mala salud y su padre decidió que se alistase en la Flota de Tierra Firme de Manuel López Pintado para que se aficionase a la marina y ganase en salud con el cambio de aires. Según la historiadora Ascensión López Vázquez, esta falta de salud de Ulloa no está demostrada y es más probable que no pudiese acceder a la academia por no presentar en ese momento los documentos que demostraban su hidalguía. Mientras se obtenía esta documentación, Bernardo habría solicitado al también caballero veinticuatro de Sevilla, Manuel López Pintado, que por entonces comandaba la Flota de Tierra Firme, que admitiese a su hijo como aventurero, esto es, como marinero en barcos de guerra a nivel de un aspirante para servir en la Armada. El aventurero no tenía derecho a sueldo. El historiador Martín Fernández de Navarrete indicó que es posible que Ulloa no hubiera podido acceder en 1730 a la academia porque no hubiera suficientes plazas.
El 27 de enero de 1730 pasó a ser tripulante del galeón San Luis, nao capitana de la Flota de Tierra Firme. Durante los cinco meses que estuvieron esperando para salir hacia América adquirió conocimientos que le facultaron para ejercer como corso. En junio del mismo año zarpó de Cádiz en el San Luis con destino a Cartagena de Indias. En este lugar, el teniente general López Pintado le ordenó embarcar en una de las dos balandras que fletó para evitar el contrabando en las costas de Cartagena de Indias y Santa Marta.
En enero de 1731 fue con su flota a Portobelo, donde estuvo cinco meses. Posteriormente, se trasladó a La Habana. Durante todo ese tiempo, fue adiestrado por Juan José Navarro y López Pintado para el examen de ingreso en la academia de guardiamarinas. Ulloa contó con manuales que se usaban en la academia de Cádiz, incluidos los redactados por su director, Pedro Manuel Cedillo y Rujaque.
En agosto de 1731 salió de La Habana. Cuando pasaban por el Canal de las Bahamas fueron sorprendidos por una fuerte tempestad, quedando la nao capitana especialmente dañada. Tras esto, consiguió llegar al puerto de Guárico, en el norte de la isla de La Española. Permaneció en este lugar hasta que se terminó la reparación de los barcos, en abril de 1732. Durante ese tiempo, López Pintado se dedicó elaborar cartas de navegación con rutas y a medir las profundidades de lugares donde fondear para encontrar los mejores sitios, dando a Ulloa su primera experiencia en cartografía.
Regresó a Cádiz en el San Luis el 21 de junio de 1732.
El 25 de noviembre de 1733 presentó toda la documentación para entrar en la academia de guardiamarinas, incluida una prueba de su hidalguía. La prueba de hidalguía consistió en demostrar que su ascendencia había cobrado la "blanca de la carne" (es decir, que por su condición de hidalgos estaban exentos de un impuesto a la carne en Sevilla). Sacó sobresaliente en el examen de ingreso y accedió a la academia el 28 de noviembre del mismo año.

### Campaña de Nápoles
La formación se tornó, en primer lugar, práctica. En 1733 José Patiño mandó formar una escuadra de 20 barcos de guerra con destino a Italia.
Seis barcos de Galicia llegaron a Cádiz, donde se juntaron con otros cinco navíos. En uno de los barcos de Cádiz, el Santa Teresa, iba Ulloa bajo el mando del capitán de fragata Pedro Mendieta. Uno de los barcos se dirigió a Ceuta a recoger al Regimiento de Navarra. Posteriormente, todas las naves pasaron a Málaga, a reunirse con seis barcos más comandados por Justiniani. La escuadra continuó hasta Alicante, donde se unieron más barcos. Luego llegaron a Barcelona, donde se les unió el barco Real Felipe y un convoy de embarcaciones mercantes con tropas y artillería. Tras marchar a Nápoles, Ulloa participó en una batalla naval contra los austríacos, en la que vencieron los españoles.

### La expedición geodésica

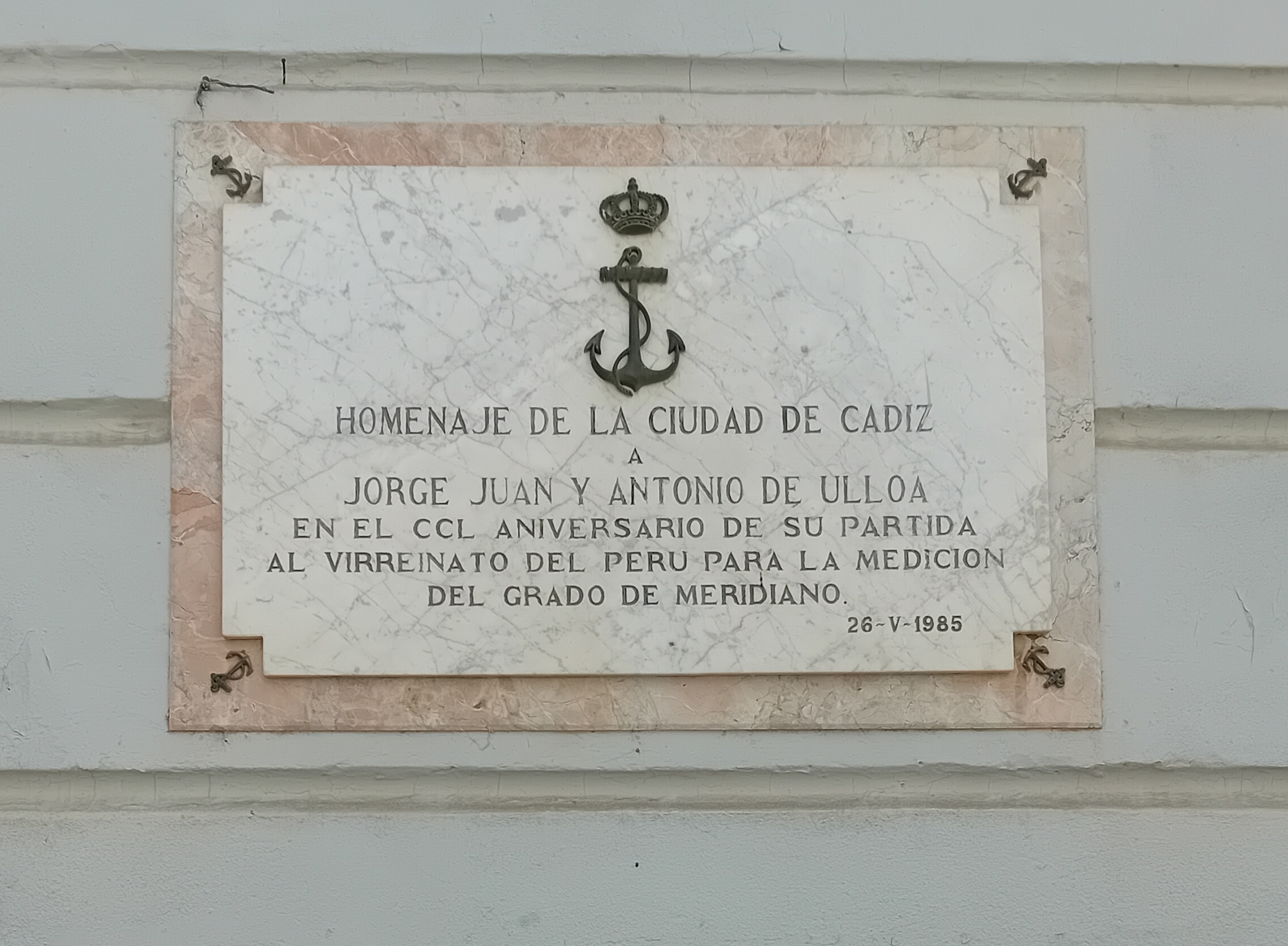
Placa conmemorativa de la partida de Jorge Juan y Antonio de Ulloa a la expedición geodésica, instalada en 1985 junto al Arco del Pópulo de Cádiz.

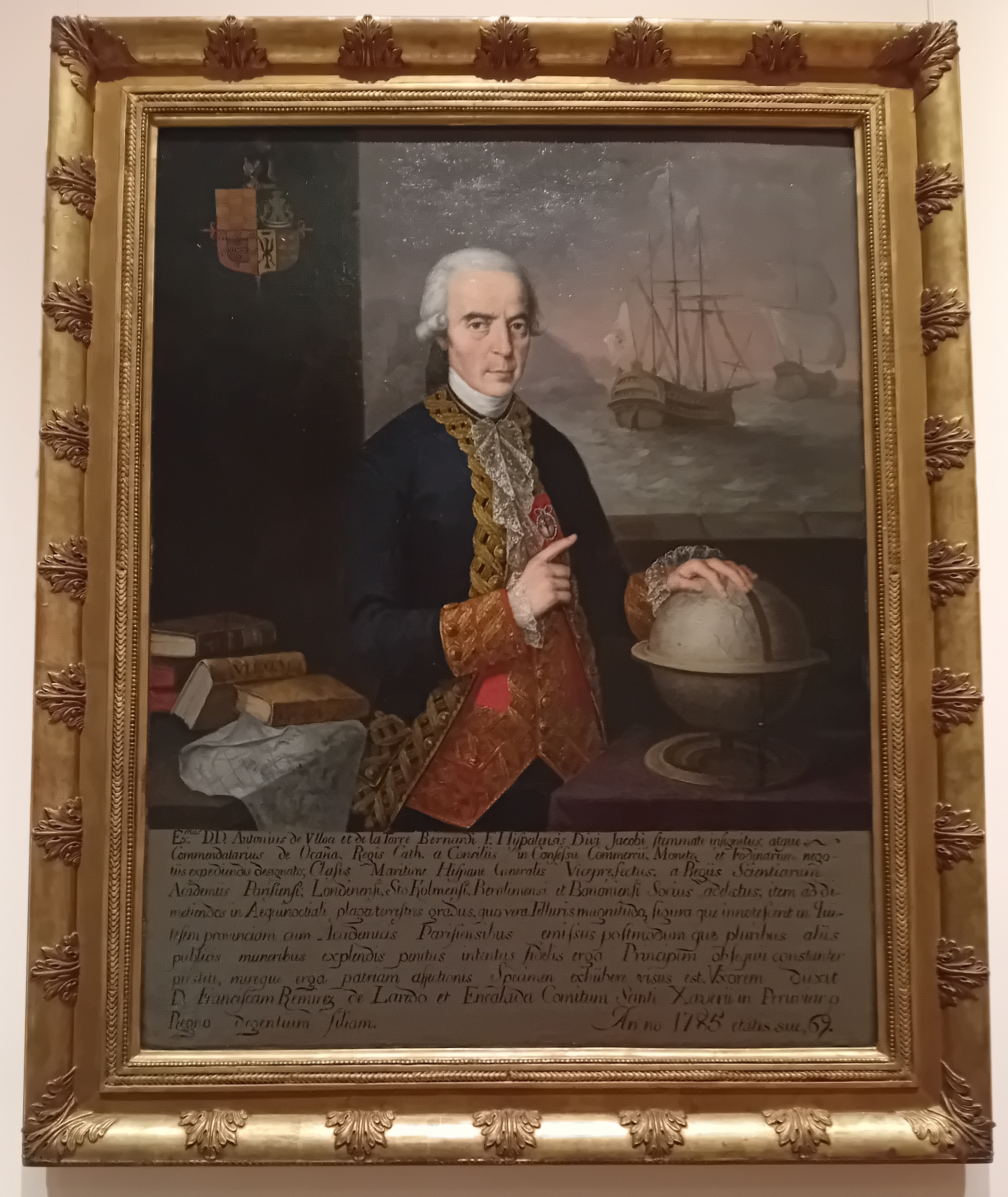
Retrato de Antonio de Ulloa realizado en el por José Roldán Martínez. Museo Naval de Madrid.

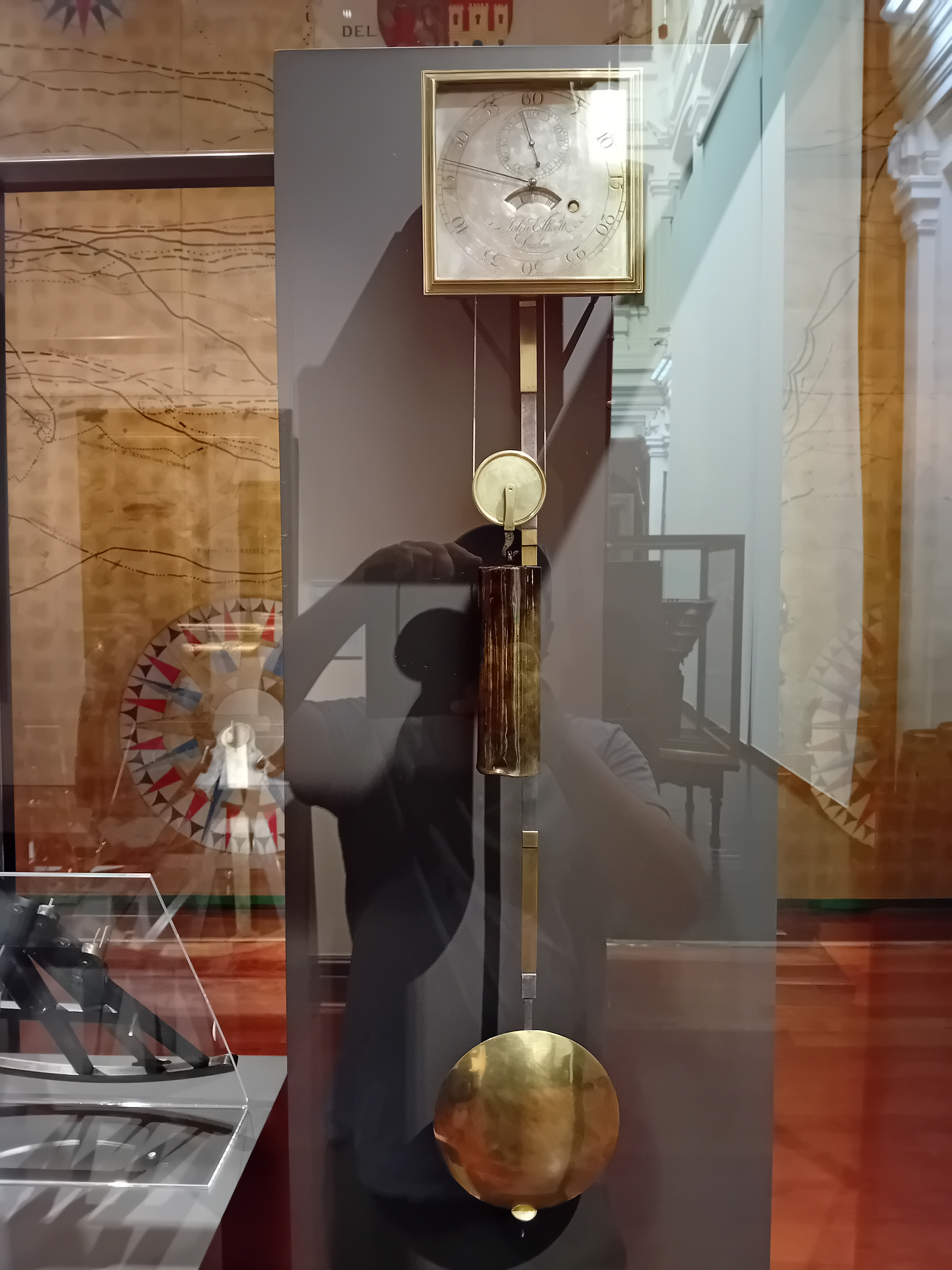
Péndulo astronómico de Antonio de Ulloa fabricado en Londres por John Ellicott en el. Museo Naval de Madrid.

En 1733 la Academia de Ciencias de Francia se encontraba dividida entre los que creían que, como decía Isaac Newton, la tierra estaba achatada por los polos, y los que creían que, como decía Descartes, la tierra estaba achatada en el ecuador.
El secretario de Estado francés Juan Federico Phélypeaux presentó, a través del embajador en España, una solicitud para que expedicionarios franceses fuesen a realizar mediciones geodésicas a Quito, en el virreinato de Perú. La propuesta fue aprobada por el rey en abril de 1734. El asunto se trasladó luego al Consejo de Indias, donde el cosmógrafo Carlos de la Reguera consideró el proyecto muy útil e indicó que los expedicionarios deberían ser asistidos por uno o dos expertos en matemáticas y astronomía que dieran noticia de sus descubrimientos. El fiscal del Consejo de Indias propuso que fuesen dos españoles. José Patiño estaba de acuerdo en que participasen españoles en la expedición. Con la Real Cédula del 14 de agosto de 1734 se autorizó el paso de los franceses con dos españoles con conocimientos de matemáticas y astronomía para dar cuenta de lo que se hacía. Por Real Cédula del 20 de agosto de 1734 se le dio garantía a los franceses de la colaboración de los gobernadores americanos.
Los españoles escogidos fueron los guardiamarinas Jorge Juan y Juan García del Postigo. Sin embargo, García del Postigo se encontraba embarcado en prácticas y se seleccionó en su lugar a Antonio de Ulloa. Por Real Despacho fechado el 3 de enero de 1735 en el Palacio de El Pardo a Jorge Juan y a Antonio de Ulloa se les concedió el rango de tenientes de navío.
Entre los franceses irían tres miembros de la Academia de Ciencias de Francia: Louis Godin (director de la expedición), Pierre Bouguer y Charles Marie de La Condamine. También iría el botánico Joseph Jussieu.
El 22 de abril de 1735 se aprobaron en El Pardo las instrucciones para los españoles, que incluían sobre todo asistir a las observaciones y elaborar mapas para mejorar la navegación.
Los españoles zaraparon de Cádiz el 26 de mayo de 1735. Jorge Juan iba en el navío Conquistador y Antonio de Ulloa en el Incendio. Hicieron escala en Cartagena de Indias el 9 de julio, a donde llevarían en el Conquistador al III marqués de Villagarcía para que tomase posesión del cargo de virrey de Perú.
En Cartagena de Indias se encontraron con los científicos franceses, que habían partido de La Rochelle el 16 de mayo de 1735 en el barco Portefaix y que habían hecho escala en Santo Domingo y en una isla situada entre La Española y La Martinica, donde adquirieron seis esclavos negros.
Luego españoles y franceses embarcaron en una balandra francesa y llegaron a Portobelo el 29 de noviembre. El 22 de diciembre emprendieron el Camino de Cruces. Luego llegaron a la ciudad de Panamá, donde permanecieron todo el mes de enero. Salieron el 22 de febrero de 1736 en el mercante español San Cristóbal con destino a la ciudad portuaria de Guayaquil. Por tierra, pasaron por caminos de sierra, por Guaranda y por Chimborazo. Llegaron a la provincia de Quito el 29 de mayo de 1736.
Tras disponer de todo lo necesario, las mediciones empezaron en octubre de 1736 en las llanuras de Yaruquí. En 1737 tuvo lugar otra campaña de mediciones que terminaron en Cuenca.
En una carta de Ulloa al presidente de la Audiencia de Quito, José de Araujo y Río, de 1737 el marino se refirió a él como "vuestra merced" y no como "vuestra señoría", que era lo que marcaba el protocolo. Entonces Araujo le respondió por escrito a Ulloa que "aprendiera maneras". Esto ofendió a Ulloa, que se presentó en el palacio de Araujo para decirle que no era su superior ya que como marino solo podía ser juzgado por otro marino. En 1739 una real cédula le dio la razón a Ulloa.
Entre julio y agosto de 1739 los expedicionarios estuvieron en Quito para la construcción de nuevos instrumentos de medida, regresando luego a Cuenca.
El 24 de diciembre de 1739 los dos marinos españoles recibieron órdenes del virrey de Perú de trasladarse a Lima para colaborar en la defensa ante un posible ataque inglés. Ulloa, debido a una caída, no estaba capacitado para realizar el viaje a Lima por tierra, por lo que recurrieron a navegar por ríos y al cabotaje. Para que Ulloa se curase, debieron permanecer un tiempo en Piura. Llegaron a Lima en marzo de 1740. Tras esto, Jorge Juan se encargó de supervisar la fabricación de doce galeotas en los astilleros de Guayaquil y Callao mientras que Antonio de Ulloa elaboró un plano de Callao y se encargó de la reparación de los cañones desfogonados.
El ataque inglés, a cargo de Vernon, tuvo lugar en Cartagena de Indias en 1741, siendo defendida la ciudad con éxito por Blas de Lezo. Tras esto, Ulloa y Juan fueron a Callao a supervisar la reparación de las murallas. Como no había noticias de que el almirante inglés Anson hubiese entrado en el océano Pacífico, se permitió a Ulloa y Juan regresar a Quito a donde, tras una escala en Paita, llegaron el 5 de septiembre.
Unos tres meses después, ante la amenaza del almirante inglés Anson, el virrey de Perú encargó a los dos marinos españoles tareas de vigilancia. Ulloa embarcaría en el navío Rosa y Juan en el Belén para recorrer el archipiélago Juan Fernández y las costas de Concepción y Valparaíso. El 21 de marzo Ulloa, que se encontraba en Valparaíso, recibió órdenes de transportar en el Rosa tropas a Valdivia. El mal estado de la mar hizo que se inundase el puente del barco y que 31 tripulantes enfermasen por falta de aire. Ulloa decidió regresar a Valparaíso y luego ir a Callao. El gobernador José Antonio Manso de Velasco reprochó a Ulloa que no hubiese cumplido las órdenes y ordenó que le hicieran un consejo de guerra, que no llegó a celebrarse.
En enero de 1744, con el permiso pertinente, Ulloa y Juan regresaron a Quito para participar en las últimas mediciones geodésicas.
Por entonces los franceses habían recibido noticias de que una expedición de Pierre Louis Maupertuis a Laponia había demostrado que la tierra estaba achatada por los polos y los académicos franceses La Condamine y Bouguer se habían marchado. El 22 de mayo de 1744 concluyeron los trabajos. La Guerra del Asiento había cortado las comunicaciones españolas entre América y Europa, por lo que los expedicionarios tuvieron que permanecer en América un tiempo más, a base de endeudarse. Para saldar esta deuda, Godin se puso a trabajar como profesor de la Universidad Mayor de San Marcos de Lima.
El 17 de enero de 1745 los dos marinos españoles pudieron embarcar en los navíos franceses Liz y Deliverance y zarparon desde el puerto de Callao. El Liz tuvo que detenerse para ser reparado y el Deliverance, donde iba Antonio de Ulloa, fue apresado por los ingleses en Louisbourgo el 13 de agosto. El 19 de octubre Ulloa fue llevado preso en la fragata Sunderland a  Portsmouth. Llegó el 22 de diciembre y el I conde de Harrington, secretario de Estado y miembro de la Royal Society, mandó a Ulloa que se presentase ante él. El conde de Harrington decidió ayudar a Ulloa a presentarse en España con los documentos de la expedición. Los documentos fueron revisados en Londres y devueltos a Ulloa por el presidente de la Royal Society, Martin Folkes, que los encontró de gran interés. Ulloa aprovechó su estancia en la capital británica para asistir a reuniones de la Royal Society. En julio de 1746 Ulloa llegó a Madrid. El 11 de diciembre de ese año, gracias al conde de Harrington y a Folkes, Ulloa fue hecho miembro de aquella sociedad científica, destacándose cuando colaboraba en sus publicaciones.
Antonio de Ulloa y Jorge Juan fueron ascendidos el 20 de julio de 1746 a capitanes de fragata.
En abril de 1749 se publicaron por primera vez las obras Observaciones Astronómicas y Phísicas y Relación Histórica del Viage a la América Meridional. Las dos obras estaban firmadas por ambos marinos, aunque la primera se atribuye a Jorge Juan por ser sobre su especialidad y la segunda a Antonio de Ulloa. Estas dos obras se vendían de manera conjunta y fueron editadas en español en Madrid (en 1749, 1773, 1958 y 1978), en alemán en Leipzig (en 1751 y 1781), en francés en Ámsterdam (en 1752) y en París (en 1776 y 1787), en neerlandés en La Haya (en 1772) y  en inglés Londres (en 1758, 1760, 1765, 1767, 1777, 1806 y 1867) y en Dublín (en 1758 y 1770).
También en 1749 Ulloa y Juan publicaron en Madrid Disertación Histórica y Geográphica sobre el Meridiano de Demarcación entre los Dominios de España y Portugal.
En 1826 se publicó en Londres una controvertida obra con el título Noticias secretas de América, aparentemente escrita también por Jorge Juan y Antonio de Ulloa donde, entre otras cosas, se trataba de asuntos de gobierno, de las riquezas y de los abusos de las autoridades civiles y eclesiásticas con los indígenas.

### Descripción del platino
En 1551 Gerolamo Cardano había escrito que un metal era "una sustancia que puede fundirse y se endurece al enfriarse".
En 1557 Julius Caesar Scaliger escribió lo siguiente:

Yo se que en Honduras, un distrito entre México y Darién, hay minas que contienen una sustancia que hasta ahora no ha podido ser fundida por el fuego o por alguna de las artes españolas. De este modo vemos que la palabra fundir no se puede aplicar a todos los metales.

Los españoles llamaban a esta sustancia "platina" o "Juan blanca". En 1726 el tesorero de la Casa de la Moneda de Santafé de Bogotá escribió sobre el "pernicioso metal de platina".
En 1749 Ulloa publicó en Madrid su libro Relación Histórica del Viage a la América Meridional, donde habló de este metal llamándolo también "platina":

En el partido de Chocó, habiendo muchas minas de lavadero, como las que se acaban de explicar, se encuentran también algunas, donde por estar disfrazado, y envuelto el oro por otros cuerpos metálicos, jugos y piedras, necesita para su beneficio el auxilio del azogue, y tal vez se hallan minerales, donde la platina (piedra de tanta resistencia, que no es fácil romperla, ni desmenuzarla con la fuerza del golpe sobre el yunque de acero) es causa de que se abandonen; porque ni la calcinación la vence, ni arbitrio para extraer el metal que encierra, sino a expensas de mucho trabajo y costo.

La obra de Ulloa alcanzó gran difusión y se tradujo a varios idiomas, informando a la comunidad científica sobre ese elemento  químico que hoy conocemos como platino.

### Misión por Europa
El 27 de octubre de 1748 el marqués de la Ensenada, ministro de Fernando VI, dio instrucciones a Jorge Juan para ir a Inglaterra a informarse sobre la construcción de navíos, donde ese país era puntero.
El 28 de junio de 1749 se dieron instrucciones en Aranjuez para Antonio de Ulloa. En primer lugar, Ulloa se trasladó a Cartagena para ayudar al ingeniero Sebastián Feringán en la remodelación de su arsenal. El 28 de agosto llegó a Barcelona a reunirse con los acompañantes que se le habían asignado para investigar avances científicos por otros países europeos. Estos acompañantes fueron el marino sevillano Salvador de Medina Jorge, el marino canario Alonso Pacheco Carabeo y el sevillano infante de marina Fernando de Ulloa de la Torre. En septiembre estuvo en Valencia, haciendo observaciones sobre puertos y navegación.
En noviembre de 1749 estaba ya en Francia. Ulloa estuvo primero instruyendo a sus jóvenes acompañantes en Marsella. Después estuvo inspeccionando puertos en Tolón, Lorient, Brest y Rochefort. En el camino pasó por el Canal del Mediodía, que también estudió. Estuvo también en Lyon, Bordeaux, Nantes y Bayona informándose sobre su actividad comercial. En enero de 1750 se encontraba en París donde se asentó un año, realizando desde allí algunos traslados secundarios.
En París se estuvo informando sobre el funcionamiento de la ciudad y se relacionó con miembros de la Academia de Ciencias de Francia para conocer los adelantos científicos y poder acceder a mapas y planos sobre política naval francesa. También se dedicó a bloquear la publicación por parte de La Condamine de un par de mapas elaborados por Pedro Vicente Maldonado para evitar que se divulgase información sobre Quito y Esmeraldas.
Ulloa tenía que enviar a España materiales, libros y especialistas que colaborasen en la formación de los oficiales y técnicos españoles. En junio de 1750 Jorge Juan llegó a París procedente de Inglaterra y se dedicó a adquirir libros de temática naval para enviarlos a España. Entonces empezaron los recelos de los franceses hacia Ulloa y Juan y se le ordenó a Juan regresar a Madrid.
En los primeros meses de 1751 Ulloa se fue a los Países Bajos a informarse sobre obras hidráulicas. También fue a la fábrica de paños de Abbeville. Tras esto estuvo en la ciudad alemana de Hamburgo. Posteriormente fue a Dinamarca, donde estuvo visitando arsenales de la marina danesa y los palacios de Hørsholm, Fredensborg y Jægersborg. En Copenhague fue recibido por Federico V. En Suecia estuvo en visitando el arsenal de Karlskrona y en Estocolmo en la coronación de Adolfo Federico I. En Berlín fue recibido por la reina madre y en Postdam estuvo en un almuerzo con Federico II el Grande y Pierre Louis Maupertuis, que por entonces era presidente de la Academia Prusiana de las Ciencias.
El 20 de noviembre partió de nuevo a París. El 26 de diciembre salió de París con destino a España, llegando a Madrid en enero de 1752.

### Canal de Castilla
En 1750 Ulloa contrató en París al ingeniero Charles Le Maur con el objetivo de crear una serie de canales que comunicasen ríos para permitir la comunicación náutica de Castilla y León. Le Maur estuvo estudiando en secreto el terreno por el norte de Castilla hasta la llegada de Ulloa a España en 1752, cuando el marqués de la Ensenada hizo público el proyecto. En los primeros meses de 1753 Ulloa se encargó de estudiar los informes de Le Maur y visitó los terrenos. Posteriormente, Ulloa elaboró el Proyecto General de los Canales de Navegación y Riego para los reinos de Castilla y León, que fue aprobado por el marqués de la Ensenada entre abril y mayo de 1753. Antonio de Ulloa determinó empezar por el Ramal de Campos, que fue terminado en 1754. La obra continuó a cargo de otras personas, entre ellas su hermano Fernando.
El 17 de mayo de 1755, tras la caída del marqués de la Ensenada, Ulloa solicitó su renuncia al cargo de director técnico del Canal de Castilla para continuar con su carrera militar. El rey aceptó su renuncia.

### Real Casa de la Geografía y Gabinete de Historia Natural
En 1752 Antonio de Ulloa ideó la creación de la Real Casa de la Geografía y Gabinete de Historia Natural en Madrid, que fue aprobada. La instrucción del marqués de la Ensenada para esta contemplaba que tuviera colecciones de minerales, instrumentos y productos naturales, así como mapas de todos los dominios españoles, de los cuales la institución también sería editora. Ulloa tendría a su cargo para esto a su asistente Eugenio Reigosa y a los marinos José Solano y Salvador Medina. El Gabinete de Historia Natural tendría un laboratorio de química donde William Bowles y Agustín de La Planche investigarían sobre el platino y otros minerales traídos de América. En 1771 Carlos III crearía el Real Gabinete de Historia Natural, sucesor del gabinete creado por Ulloa, y antecedente del actual Museo Nacional de Ciencias Naturales.
El centro también abarcaría la botánica, haciendo acopio de plantas Europa y Ultramar, para su estudio y para la elaboración de publicaciones con grabados sobre las mismas. En 1782 se fundaría, con un propósito similar, el Real Jardín Botánico de Madrid.

### Otras labores
El 7 de enero de 1755 comenzó un incendio en Almadén que duró hasta el 27 de julio de 1757. Este incendio produjo que las minas de azogue de este lugar quedasen inutilizadas. El azogue o mercurio era necesario para extraer la plata americana y hubo que recurrir al mercurio esloveno de Idrija. Antonio de Ulloa atendió el asunto de las minas de Almadén y logró optimizar la producción.
En 1754 fue miembro de la Real Junta General de Comercio, que había sido fundada en 1679.

Busto de Antonio de Ulloa en el emplazamiento turístico ecuatoriano Ciudad Mitad del Mundo.

### Cargos en la Compañía de Guadiamarinas
En 1749 Jorge Juan había sido nombrado alférez de la Compañía de Guardiamarinas, teniente de la misma en 1750 y capitán de la institución en 1751.
En la primavera de 1755 Antonio de Ulloa fue nombrado alférez de la Compañía de Guardiamarinas, coinciendo nuevamente con Jorge Juan en el mismo destino. Diez meses después Ulloa fue nombrado teniente de la Compañía.

### Comenador de Ocaña de la Orden de Santiago
El 30 de junio de 1757 el monarca lo nombró caballero de la Orden de Santiago y se le concedió la encomienda de Ocaña de esta orden. El 27 de enero de 1761, tras haber efectuado el pago por la investigación requerida para ello, fue investido como comendador de Ocaña.
El historiador Francisco de Paula Solano Pérez-Lila dijo que en su hoja de servicios pone que Ulloa también tuvo la encomienda de Huerta de Valdecarábanos, de la Orden de Calatrava, pero el mismo autor dice que esto es imposible porque no se puede pertenecer a dos órdenes militares.

### Gobernador y superintendente de minas en Huancavelica
El 14 de agosto de 1757 fue nombrado gobernador de Huancavelica (Virreinato del Perú) y superintendente de las minas de mercurio de la región. Debía presentarse ante el Consejo de Indias en Madrid pero, para ahorrarse el viaje a la capital, se le concedió tomar posesión del cargo en Cádiz, cosa que hizo el 22 de septiembre.
Ulloa zarpó de Cádiz en febrero de 1758 en el navío San Rafael. Pasó por Buenos Aires y llegó al Puerto del Callao el 22 de agosto. Llegó a la villa de Huancavelica en septiembre.
Francisco Espinosa Miranda y Jacobo Paadin, naturales de Sevilla, y Francisco Guerra, natural de Paredes de Nava, fueron en el navío El Prudente para prestarle servicio a Ulloa.
Ulloa, que era marino, se encontró con desconfianza porque era un gobernador sin formación jurídica y un superintendente de minas que no pertenecía al gremio. Las técnicas empleadas en estas minas eran del siglo XVI y el azogue que se extraía había empezado a perder calidad, lo que perjudicaba la extracción de plata en la mina de Potosí.
El 8 de noviembre de 1578 Ulloa entró en las minas. Se trataba de un complejo minero con una distribución caótica, con peligro de derrumbe y sin planos de los interiores. Lo primero que hizo fue asegurar la mina para evitar derrumbes. Tras esto, colocó unos hornos para comprobar la calidad del azogue antes de su envío a Potosí. Se estaba trabajando en unas vetas que no daban resultados óptimos y, en 1759, encontró una nueva veta que llamó Fernando VI.
Hasta entonces los mineros daban cuenta de forma individual de sus trabajos, pero Ulloa dispuso que trabajasen todos en una compañía que diese cuentas ante él, lo que también generó tensiones con el gremio. También implementó mejoras técnicas que convirtieron a la mina de mercurio en la más productiva del siglo XVIII.
Los capataces aceptaban sobornos para permitir extraer mineral de zonas prohibidas y luego no verificaban su calidad. Por otro lado, el gremio de mineros entregaba cantidades menores que las que lograba extraer para así defraudar a la Caja Real. En 1760, Ulloa detuvo a dos veedores para atajar la corrupción.  Hubo sacerdotes de la villa que dijeron que los veedores actuaban así por culpa del gobernador, destacando entre ellos el párroco de la Iglesia de San Sebastián José de Aguirre. Por todo esto, la popularidad de Ulloa entre los mineros estaba afectada.
El virrey Manso de Velasco mantenía malas relaciones con Ulloa porque en el pasado no había logrado proveerle de tropas de socorro. En 1761 llegó el virrey Manuel Amat, que se puso de parte de los mineros y sometió a Ulloa a dos inspecciones, una sobre aspectos técnicos y otra sobre la supuesta corrupción, que se saldaron con informes favorables.
Ulloa percibió en el virreinato de Perú un ambiente de individualismo agresivo, donde todo estaba permitido con tal de conseguir unos fines. También era contrario a los abusos de los capataces con los trabajadores indígenas.
En 1762 presentó su dimisión, que le fue aceptada el 4 de enero de 1764. Se le ordenó que se trasladase a La Habana para que se revisasen sus actuaciones. Entonces el virrey Amat, que no quería que Ulloa se marcharse sin rendir cuentas en Perú, le reclamó unos pagos y le embargó sus bienes. Francisco Buenaventura Remírez de Laredo, I conde de San Javier y Casa Laredo, oriundo de Santiago de Chile, se convirtió en avalista de Ulloa y le permitió embarcar en una de sus naves con destino a Panamá. Luego cruzó el istmo hasta Portobelo, donde embarcó a La Habana.
En 1764 Antonio de Ulloa se prometió con la hija del I conde de San Javier y Casa Laredo, Francisca Remírez de Laredo, antes de partir del virreinato de Perú. Por entonces, Francisca tenía 14 años y Antonio 47. Ulloa le regaló a Francisca unas joyas que había adquirido en París en 1750.

### En Cuba
Antonio de Ulloa llegó a La Habana en febrero de 1765. En esta ciudad enfermó de melancolía pero su amistad con los hermanos Antonio María, Martín y Pascual de Bucareli, militares que habían llegado para fortalecer las defensas cubanas, contribuyó a su recuperación.
En 1764 se había creado un servicio de correo marítimo mensual desde La Coruña a La Habana, para el posterior reparto de la correspondencia por todo el continente americano. Ulloa aprovechó su estancia en Cuba para escribir su Modo de facilitar los Correos de España con el Reyno del Perú, escrito en 1765, donde no sólo se ponía de manifiesto la inviabilidad de la ruta existente, sino que también se ofrecía una posible alternativa al respecto. Este trabajo nos describe a la perfección las dificultades por las que atravesaba la distribución del correo por la América meridional. En 1767 se añadió otra ruta postal que debía salir cada mes desde La Coruña hacia Montevideo, tras lo cual la correspondencia era llevada a Buenos Aires y luego repartida por el interior del virreinato del Río de La Plata, Chile y Perú.

### Gobernador de Luisiana
Tras la Guerra de los Siete Años, y como compensación a las pérdidas sufridas por sus compromisos en el Pacto de Familia en la lucha contra Inglaterra, España recibió de Francia el territorio de Luisiana. En julio de 1765 Ulloa recibió la noticia de que había sido nombrado gobernador de Luisiana. Partió a este territorio, totalmente restablecido de salud, en febrero de 1766.
Lo primero que hizo Ulloa fue solicitar a Antonio María de Bucareli que le enviase obreros cubanos para realizar obras de saneamiento y que se dotase al territorio de caudales para pagar a esos trabajadores.
Por ser un territorio de reciente incoporación con características socioeconómicas concretas, dependía de un Consejo Superior y no del Consejo de Indias. Se permitía que se llevasen productos de Luisiana a puertos europeos de Francia y Gran Bretaña, pero solo los barcos españoles podían tocar puerto. Esta medida no gustó a los comerciantes, intermediarios y dueños de barcos locales. Los habitantes se quejaron al Consejo Superior y la respuesta de Ulloa fue solicitar disolver el Consejo.
Francia se había marchado de la Luisiana dejando una deuda enorme y los habitantes querían que España se la pagase. En febrero de 1767 el marqués de Grimaldi le dijo a Ulloa que España pediría a Francia que les diese el dinero para abonar la deuda, pero esto no ocurrió. En 1768 Ulloa tuvo que pedir prestado dinero a los comerciantes locales, lo que debería verse satisfecho con el dinero de un impuesto llamado situado. Sin embargo, el situado de ese año fue insuficiente, aumentando el descontento contra el gobernador.
En lo que respecta a la defensa, Antonio de Ulloa disponía de pocas tropas y poco dinero para pagarlas.
Ulloa se había casado por poderes con Francisca Remírez de Laredo el 11 de marzo de 1766 y su esposa llegó a Luisiana en junio de 1767. El matrimonio se instaló en Nueva Orleans. La ciudad no le gustó a Francisca, acostumbrada a la gran urbe que era Lima. Ella tampoco sabía hablar francés y se relacionaba sobre todo con sus criadas, que hablaban español. Como pertenecía a la alta sociedad, iba vestida de forma más elegante y con más joyas que el resto de las damas. Todo esto provocó que los habitantes se pusieran en contra de la esposa del gobernador.
Entre la población, que deseaba volver a ser francesa, se había extendido el argumento de que un rey no podía ceder un territorio sin el consentimiento de los que lo habitaban y que la cesión de Luis XV del territorio a España era nula.
En 1768 un decreto de Carlos III estableció que nueve puertos españoles (Cádiz, Sevilla, Málaga, Alicante, Barcelona, Cartagena, Santander, La Coruña y Gijón) podrían comerciar con el de Nueva Orleans, pero el comercio debería hacerse con barcos españoles y de manera directa, esto es, sin pasar por los puertos de las Antillas o del virreinato de Nueva España.
Desde el 28 de octubre de 1768 los habitantes de Nueva Orleans se rebelaron contra el dominio español con una serie de acciones violentas. Ulloa tuvo que refugiarse con su familia en el puesto militar de la Baliza, en la desembocadura del río Misisipi. El Consejo Superior le ordenó a Ulloa abandonar Luisana en tres días. El 1 de noviembre Ulloa partió con su familia a La Habana. Fue sucedido por el mariscal de campo Alejandro O'Reilly, que llegó el 19 de julio de 1769. Como llegó con nuevas tropas, el levantamiento cesó. Carlos III indultó a aquel pueblo, con excepción de los cabecillas, seis de los cuales fueron fusilados el 25 de octubre y otros seis fueron condenados a prisión.

### De nuevo en Cádiz y Sevilla
En 1769 Ulloa se instaló con su esposa y sus dos hijas en el número 62 de la calle de las Descalzas de Cádiz. El 19 de junio de 1769 fue ascendido a jefe de escuadra.
Entre 1755 y 1773 escribió La Marina. Fuerzas navales de la Europa y costas de Berbería, pero no recibió autorización para publicarla (fue encontrada en el Archivo de Simancas y publicada en 1995). En 1772 publicó su obra Noticias Americanas. Entretenimientos Phisico-históricos sobre la América Meridional y la Septentrional Oriental.
En marzo de 1773 Ulloa pasó a dirigir las obras de un muro de defensa en Sevilla contra las crecidas del río Guadalquivir.

### Con la Flota de Nueva España
En marzo de 1776 fue nombrado comandante de la Flota de Nueva España. Por entonces Ulloa se estaba encargando de supervisar en la Isla de León el estado de los navíos Dragón y España de la misma flota.
La Flota de Nueva España partió de Cádiz en mayo de 1776. Tras este viaje el sistema de flotas fue sustituido por el de "navíos sueltos". Llegó al puerto de Veracruz el 25 de julio de 1776.
En 1751 se había implantado en la España peninsular la matrícula de mar, que consistía en levas entre marineros para dotar a los navíos de guerra. En 1775 se había implementado en Cartagena de Indias y en 1776 en La Habana. Ulloa asesoró por carta al virrey Antonio María de Bucareli y Ursúa para la implantación de la matrícula de mar en la Nueva España. Este proyecto sí tuvo éxito y en febrero de 1777 se implantó en los departamentos de Veracruz y San Blas.
El 25 de mayo de 1777 fue autorizado a dirigirse a Ciudad de México, donde fue asesor del virrey Bucareli en la para crear un astillero en Veracruz. Ulloa planteó que el astillero se situase concretamente en Tlacotalpan, frente a la otra opción barajada, que era Coatzacoalcos. Sin embargo, este centro de fabricación de barcos no llegó a fundarse.
Ulloa aprovechó los conocimientos adquiridos en este viaje para escribir Descripción geográfico-física de una parte de la Nueva España, obra que permaneció inédita hasta 1979.
España se estaba preparando para entrar en el conflicto entre Inglaterra y sus Trece Colonias de Norteamérica, por lo que se decidió realizar el viaje de regreso sin naves mercantes que pudieran retrasar a los dos buques de guerra que llevarían el tesoro. Los dos barcos de guerra zarparon de Veracruz, pasaron por La Habana y se detuvieron un mes en las islas Canarias. En Santa Cruz de Tenerife, Ulloa realizó una expedición arqueológica en una cueva, donde se hizo con el cuerpo mirlado de un guanche. El 24 de junio de 1778 Ulloa, que se encontraba navegando entre Tenerife y Cádiz, fue testigo de un eclipse total de sol, del cual publicó un folleto en Madrid en 1779. Llegaron a Cádiz el 29 de junio, donde Ulloa encargó un novenario a la Virgen de Guadalupe en agradecimiento por su protección durante el viaje.
Estuvo en el Real Sitio de San Ildefonso entre el 9 de agosto y el 2 de septiembre de 1778. En este tiempo fue recibido por el rey Carlos III y trató con asiduidad con el ministro de Indias, José de Gálvez.
Poco después Carlos III, satisfecho con sus servicios, le nombró teniente general.
El 5 de agosto de 1779 Ulloa envió un escrito sobre el eclipse total de sol al astrónomo Pierre Charles Le Monnier, de la Academia de Ciencias de París. En 1781 se publicó esta obra de Ulloa en la capital francesa, con añadidos de la correspondencia entre él y Le Monnier sobre el asunto.

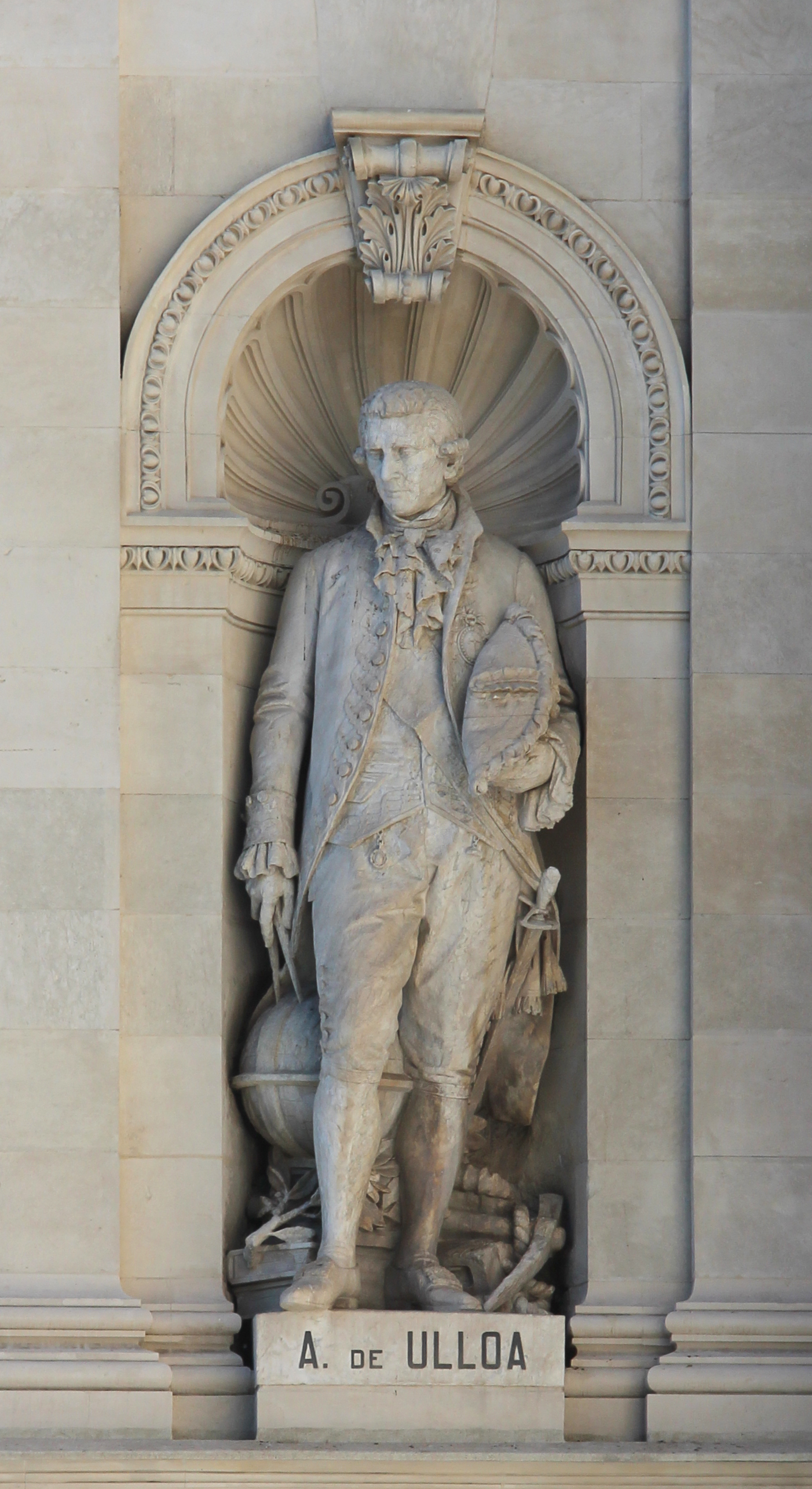
Estatua de Antonio de Ulloa en el Palacio de Fomento de Madrid, esculpida por José Alcoverro en 1899.

### Guerra contra Gran Bretaña
Luis de Córdova y Córdova se encargó de comandar una escuadra que zarpó de Cádiz con destino a las islas Sisargas para reunirse con otra escuadra francesa e invadir Inglaterra. El 2 de octubre de 1778 Ulloa fue nombrado segundo comandante de esta escuadra española. Cuando se encontraban cerca de Finisterre, Córdova encargó a Ulloa que se separase con cuatro navíos y dos fragatas para ir al oeste de las islas Azores a proteger a barcos españoles y atacar a los barcos ingleses.
Una semana después de separarse, encontraron unos barcos británicos y atacaron. Como los británicos eran inferiores en número decidieron huir y, aunque los españoles les persiguieron apartándose de su ruta, no lograron alcanzarlos.
El 15 de agosto de 1779 hubo una tormenta y la fragata Santa Mónica y el navío Fénix se separaron del grupo. Ulloa logró encontrar el Fénix pero la Santa Mónica se dirigió a las Azores por su cuenta y fue apresada por una fragata británica. Poco después Ulloa encontró una urca española, la Santa Inés, y, en lugar de incorporarla a su grupo, lo dejó marchar y fue apresado por corsarios británicos.
Luego hubo otro temporal que provocó que se separase la fragata Santa Magdalena, que decidió regresar a Cádiz.
Ulloa debía permanecer con los barcos cerca de las Azores hasta finales de septiembre de 1779 pero decidió marcharse el día 20 de septiembre por la escasez de alimentos y porque el navío Gallardo tenía numerosas entradas de agua. Llegó a Cádiz el 1 de octubre.
Posteriormente fue escogido para comandar una escuadra de ocho navíos, seis fragatas y ocho embarcaciones menores para bloquear por mar Gibraltar mientras se intentaba tomar la plaza por tierra. Partieron a mediados de octubre pero Ulloa consideró que la flota estaba poco dotada y que podría haber temporales invernales que separasen los navíos, por lo que decidió renunciar y solicitar que pusieran a otro al mando.

### Puesta en cuestión
Por su comportamiento en la misión a las Azores de 1779 Ulloa fue sometido a tres juntas de departamento y, mediante Real Decreto de diciembre de 1780, a un consejo de guerra.
El Consejo de Guerra comenzó en marzo de 1781 y Ulloa asumió personalmente su defensa ante los 26 cargos que se le imputaban. Estos pueden resumirse en no haber atacado a los británicos, en haber tardado en llegar a la posición indicada, en la pérdida de la Santa Mónica y en haber permitido la captura de la Santa Inés. El 10 de julio del mismo año fue absuelto de toda culpa. En agosto se decidió que el caso fuese revisado por el Consejo Supremo de Guerra, que le declaró también inocente en febrero de 1782.
Sobre esto Ulloa escribió Campaña de las Terceras: Justa vindicación de mi honor y noticia circunstanciada para la inteligencia de mi posteridad, explicando con los documentos originales la que observé en la campaña de las Yslas Terceras en el año de 1779 para limpiar su nombre. El documento fue guardado en la biblioteca del Convento de San Acacio de Sevilla y, en la actualidad, se encuentra en la Universidad de Sevilla.

### Últimos años
Ulloa se dedicó a labores administrativas en el Departamento Marítimo. Este se encontraba en la Isla de León desde 1769 y este lugar era residencia obligada de los generales de la Armada desde 1789. En los periodos de menos actividad vivía con su familia en Cádiz.
En 1785 empezó a escribir una memoria para orientar la vida de sus hijos.
Durante tres meses de 1788 Ulloa fue capitán general de la Armada.
El 1 de febrero de 1794 Francisco Javier Everardo-Tilly fue nombrado capitán general de la Armada, aunque debido a una indisposición le sustituyó en este cargo Antonio de Ulloa.
En 1795 publicó una obra de conversaciones con sus hijos sobre temas navales.
Ulloa murió de pulmonía el 5 de julio de 1795.
Mandó ser enterrado en la iglesia castrense del lugar donde muriese. Esto lleva a pensar que fue enterrado el 6 de julio de 1795 en la Iglesia de San Francisco de la Isla de León. En 1995 el capitán de navío Manuel Baturone Santiago inspeccionó la iglesia y solo encontró una lápida donde parecía leerse "Ulloa" sin ningún resto humano tras ella. Entonces se optó por limitarse a poner una placa conmemorativa en el Panteón de Marinos Ilustres de San Fernando.

## Matrimonio y descendencia
En 1766 contrajo matrimonio con Francisca Remírez de Laredo y Encalada, hija del I conde de San Javier y Casa Laredo. Tuvieron su primera hija, Josefa María, en Nueva Orleans y la segunda, María de las Mercedes, en La Habana. En 1769 el matrimonio se trasladó a Cádiz. Sus hijos fueron:
- Josefa María[135]
- María de las Mercedes[135]
- Bernardo[135]
- Buenaventura[135]
- Antonio[135]
- Francisco Javier, que también se dedicó a las armas, tomó parte en la batalla de Trafalgar y llegó a ser ministro de Marina, director general de la Armada y capitán general.[136][135]
- Martín José[135]
- José María[135]
- María del Carmen Concepción[135]

## Su biblioteca personal
Muchos libros que pertenecieron a Ulloa permanecieron en el poder de sus descendientes hasta que fueron vendidos hacia 1945. No obstante, parte de su biblioteca probablemente fue depositada en el Convento de San Acacio de Sevilla y de ahí pasó a donde está actualmente: en manos de la Universidad de Sevilla.
Entre los libros de la biblioteca de Ulloa conservados en la Universidad de Sevilla están: Hechos y dichos memorables (Valerio Máximo, 1621), Memorias para utilizar en la historia de los insectos (René Antoine Ferchault de Réaumur, 1734), Experimentos y observaciones que tienden a ilustrar la naturaleza y propiedades de la electricidad (William Watson, 1745), Reflexiones sobre la causa general de los vientos (Jean le Rond d'Alembert, 1747), Discusiones sobre la causa de la inclinación de las órbitas de los planetas (Pierre Bouguer, 1748), Historia natural general y particular (Georges-Louis Leclerc de Buffon, 1750), Memoria para la historia de las ciencias y de las bellas artes (Michel Le Tellier y Jacques-Philippe Lallemant, 1701-1767), Observaciones astronómicas hechas en Toulouse (Antoine Darquier, 1777-1782), Itinerario: Relato del viaje del navegante Jan Huyghen van Linschoten a las Indias Orientales Portuguesas Jan Huygen van Linschoten, 1596), Primer libro de la historia de la navegación a las Indias Orientales (Willem Lodewijk, 1598), Nivel del mar (Jacobs Theubniz Lootsman, 1670), Ensayo de una nueva teoría de la maniobra de los barcos (Johann Bernoulli, 1714), Relación del viage, que por orden de su Magestad, y acuerdo de el Real Consejo de Indias, hicieron los capitanes Bartholome Garcia de Nodal, y Gonzalo de Nodal, hermanos, naturales de Pontevedra al descubrimiento del Estrecho nuevo de San Vicente, que hoy es nombrado de Maire, y Reconocimiento del de Magallanes (Bartolomé García de Nodal, 1766), Lecciones de navegación (Vincent François Jean-Noël Dulague, 1784), Reflexiones sobre las máquinas y maniobras del uso a bordo (Francisco Ciscar, 1791), Historia de un viaje a las islas Malvinas hecho en 1763 y 1764 (Antoine-Joseph Pernety, 1770), Almagesto (Claudio Ptolomeo, 1515), Divina comedia (Dante Alighieri, 1502), Sobre las revoluciones de los orbes celestes (Nicolás Copérnico, 1543), Astronomia nova (Johannes Kepler, 1609), Principios matemáticos de la filosofía natural (Isaac Newton, 1726), El Génesis de Newton se curva a través de las sombras (Patrick Murdoch, 1746), Aritmética universal (Isaac Newton, 1722), Método de las fluxiones (Isaac Newton, 1737), La cronología de los reinos antiguos modificada (Isaac Newton, 1728) La forma de la tierra determinada por observaciones hechas por orden del rey francés (Pierre de Maupertuis, 1738), Examen marítimo teórico-práctico o tratado de mecánica aplicado a la construcción, conocimiento y manejo y demás embarcaciones (Jorge Juan, 1771), La figura de la Tierra (Pierre Bouguer, 1749), Relación abreviada de un viaje hecho al interior de la América meridional (Charles Marie de La Condamine, 1745), Tablas de eclipse (Georg von Peuerbach, 1514), Regimiento de navegación (Andrés García de Céspedes, 1606), Selenografía (Johannes Howelcke, 1647), Cartas astronómicas (Alfonso X de Castilla, 1545), Libro de la cosmografía (Pedro Apiano, 1548), Tratado de cosas de astronomía y cosmografía y filosofía natural (Juan Pérez de Moya, 1573), Imagen del mundo sobre la esfera. Cosmografía y geografía. Teórica de planetas y arte de navegar (Lorenzo Ferrer Maldonado, 1626), El arte de tirar las bombas (François Blondel, 1683), El arte de las armadas navales (Paul Hoste, 1697) y Mundos subterráneos (Atanasio Kircher, 1678).

## Obras
Sus escritos y publicaciones son los siguientes:
- Discurso y reflexiones políticas sobre el estado presente de los reinos del Perú, su gobierno, régimen particular de aquellos habitadores y abusos que se han introducido en uno y otro. 1747
- Dictamen sobre la cuadratura del círculo que pretende haber hallado Mr. Faure. 1747
- Relación histórica del viaje a la América Meridional hecho de orden de S. M. para medir algunos grados del meridiano terrestre. Impreso en Madrid, 1748. Firmado por Jorge Juan y Antonio de Ulloa, aunque atribuido a Antonio de Ulloa[53]
- Historia de las Pirámides de Quito, 1748. Conservado en la Biblioteca Nacional de España de Madrid
- Observaciones astronómicas y físicas hechas de orden de S. Mag. en los Reinos del Perú, de las cuales se deduce la figura y magnitud de la Tierra y se aplica a la navegación. Impreso en Madrid, 1748. Firmado por Jorge Juan y Antonio de Ulloa, aunque atribuido a Jorge Juan[53]
- Disertación histórica y geográfica sobre el meridiano de demarcación entre los dominios de España y Portugal, y los parajes por donde pasa en la América Meridional. Impreso en Madrid, 1749
- General aviso y noticia de la obra de “Observaciones” y de la “Historia del viaje a los reinos del Perú”, que se imprimió el pasado año de 1748. Impreso en Madrid, 1749.
- Informe acerca del temperamento de la ciudad de San Fernando, 1749. Conservado en la Real Academia de la Historia de Madrid
- Extracto del Informe que dio acerca del temperamento de la ciudad de San Fernando de Henares. Año 1749. Conservado en la Real Academia de la Historia de Madrid
- Limpieza de París. Método que se observa para ello; y el que parece más proporcionado que pudiera aplicarse en Madrid. 1750. Conservado en el Archivo General de la Marina de Viso del Marqués
- Modo de hacer el aceite en Provenza. París, 6-IV-1750. Conservado en la Fundación Universitaria Española de Madrid
- Proyecto para la limpieza de las calles de Madrid, 1751. Conservado en el Archivo General de la Marina de Viso del Marqués
- Noticias de la costa del Grao de Valencia y reflexiones sobre la laguna de Albufera, 1751. Conservado en el Museo Naval de Madrid.
- Reflexiones sobre la playa de Vinaroz, 1751. Conservado en el Museo Naval de Madrid
- Tratado físico e historia de la aurora boreal, 1752
- Descripción de la situación de los puertos, ensenadas, caletas y sondas de Cartagena, Portobelo, Panamá, Guayaquil, Paita, Callao... situados en la América Meridional. Año desconocido. Conservado en el Museo Naval de Madrid
- Viaje a varias Cortes europeas y otras ciudades, con varios encargos del Real Servicio, 1753. Archivo General de Marina de Viso del Marqués
- La Marina. Fuerzas navales de la Europa y costas de Berbería con noticia de los puertos en donde están los Departamentos y Arsenales, 1755-1773. Obra censurada en su día por el gobierno, el manuscrito original se encuentra en el Archivo General de Simancas. Fue publicada por la Universidad de Cádiz en 1995[105]
- Proyectos sobre formación del principal puerto y arsenal de Cartagena, 1756. Conservado en el Archivo General de Simancas
- Relación circunstanciada del Gobierno y Superintendencia de la Real Mina de Azogues de la villa de Huancavelica, desde el 4 de noviembre de 1758 hasta el 11 de mayo de 1763. Conservado en el Archivo General de Indias de Sevilla
- Relación de Gobierno en la villa de Huancavelica y de la provincia de los Angaraes 1758-1765. Conservado en la Biblioteca del Palacio Real de Madrid
- Informe a S. M. Carlos III sobre las inteligencias que se hacen con el azogue en perjuicio de las labores de las minas de plata del Perú, 1763. Conservado en la Biblioteca del Palacio Real de Madrid
- Modo de facilitar los correos de España con el reyno del Perú. 1765, publicado en Sevilla en 2001
- Representación a S. M. sobre impuestos, alcabalas y minas de plata en Perú. Isla de León, 14-9-1771. Conservado en la Biblioteca Nacional de España de Madrid
- Noticias americanas: Entretenimientos fisico-históricos sobre la América Meridional y la Septentrional. Comparación general de los territorios, climas y producciones de las tres especies, vegetales, animales y minerales. Con relación particular de las petrificaciones de cuerpos marinos. De los indios naturales de aquellos países, sus costumbres y usos. De las antigüedades. Discurso sobre la lengua y sobre el modo en que pasaron los primeros pobladores. Impreso en Madrid, 1772.
- Observaciones astronómicas y físicas hechas de orden de S. M. en los reinos del Perú. Impreso en Madrid, 1773.
- Señales, órdenes e instrucciones para el gobierno de la presente flota. Impreso en Cádiz, 1776.
- Cuestionario para la formación del completo conocimiento de la geografía física, antigüedades, mineralogía y metalurgia de este reino de Nueva España e instrucción sobre el modo de formarlas. Veracruz, 22 de enero de 1777. Impreso en la Ciudad de México, 1777.
- Descripción geográfico-física de una parte de la Nueva España, 1778. Publicado por la Universidad Nacional Autónoma de México en 1979[114]
- El eclipse de Sol con el Anillo Refractario de sus Rayos, la luz de este astro, vista del través del Cuerpo de la Luna, o Antorcha Solar en su disco, observado en el Océano en el Navío El España, Capitana de la Flota de Nueva España. Impreso en Madrid, 1779[140]
- Cargos y descargos sobre ocurrencias durante su mando de una escuadra de cuatro buques en la guerra contra Inglaterra. 1780. Conservado en el Museo Naval de Madrid
- Copia que mandó sacar, autorizada con su firma, de los documentos que se presentaron en la causa seguida de averiguación de su conducta durante la campaña de las Terceras, 1782. Conservado en la Biblioteca de la Universidad de Sevilla
- Justa vindicación de mi honor y notación circunstanciada de mi conducta para inteligencia de mi posteridad, explicando con los documentos originales la que observé en la campaña que hice a las Islas Terceras, en el año de 1779. 1782. Conservado en la Biblioteca de la Universidad de Sevilla
- Táctica naval, 1786. Conservado en el Museo Naval de Madrid
- Juicio sobre el metal platino, y el modo más económico de explotarlo en el Virreinato de Santa Fe, 1788. Conservado en la Biblioteca del Palacio Real de Madrid
- Registro hidrográfico de ambas Américas, septentrional y meridional, por las costas de los mares norte y sur. Década de 1780.
- Neptuno instructivo o ciencia práctica en la mar, 1791. Conservado en el Archivo Histórico Nacional de Madrid y Archivo General de Marina de Viso del Marqués
- Conversaciones de Ulloa con sus tres hijos, en servicio de la Marina, instructivas y curiosas, sobre las navegaciones y modo de hacerlas, el pilotage y la maniobra. Noticia de vientos, mares, corrientes, pájaros, pescados y anfibios; y de los fenómenos que se observan en los mares en la redondez del Globo. Impreso en Madrid, 1795

## Homenajes
En 2013 la Universidad de Sevilla inauguró el Centro de Recursos para el Aprendizaje y la Investigación (CRAI) Antonio de Ulloa, con aulas, otras salas y unas 60 000 monografías sobre física, química y biología.
En 2016 Correos de España emitió un sello en homenaje a Antonio de Ulloa.

## En la ficción
- Antonio de Ulloa aparece en el videojuego Assassin's Creed III: Liberation.